# Megalonychidae
Los megaloníquidos (Megalonychidae) son una familia extinta de mamíferos placentarios del orden Pilosa. Fue muy diversa durante el Cenozoico, y entre los géneros de esta familia se encuentra Megalonyx, el cual da nombre a la familia. Anteriormente se incluía al género actual Choloepus, pero después se le clasificó en su propia familia, Choloepodidae.

## Taxonomía
Los megaloníquidos subdividen en varias subfamilias (varían según los autores:Ortotheriinae, Megalonychinae, Megalocninae, Schismotheriinae, Nothrotheriinae, Choloepodinae, Ocnopodinae) y numerosos géneros, algunos dudosos:
- Acratocnus † Anthony, 1916
- Ahytherium † Cartelle et al., 2008
- Analcimorphus † Ameghino, 1891
- Australonyx † De Iuliis et al., 2009
- Diabolotherium † Pujos et al., 2007
- Diheterocnus † Kraglievich, 1928
- Hyperleptus † Ameghino, 1891
- Imagocnus † MacPhee & Iturralde-Vinent, 1994
- Megalocnus † Leidy, 1868
- Megalonychops † Kraglievich, 1927
- Megalonychotherium † Scott, 1904
- Megalonyx † Harlan, 1825
- Megistonyx[3] McDonald, Rincón & Gaudin, 2013
- Meizonyx † Webb & Perrigo, 1985
- Mesocnus † Matthew, 1931
- Microcnus † Matthew, 1931
- Miocnus † Matthew, 1931
- Neocnus † Arredondo, 1961
- Nothropus † Burmeister, 1882
- Parocnus † Miller, 1929
- Paulocnus † Hoojer, 1962
- Pliometanastes † Hirschfeld & Webb, 1968
- Proplatyarthrus † Ameghino, 1905